# Casiphia vietnamica
Casiphia vietnamica är en skalbaggsart som beskrevs av Alain Drumont och Komiya 2001. Casiphia vietnamica ingår i släktet Casiphia och familjen långhorningar. Inga underarter finns listade.